# پمر
پمر (به اسپانیایی: Pomer) یک دهستان در اسپانیا است که در استان ساراگوسا واقع شده‌است. پمر ۳۳ کیلومتر مربع مساحت و ۳۵ نفر جمعیت دارد.